# Троїцький Артемій Ківович
Артемій Ківович Троїцький (16 червня 1955, Ярославль, РРФСР) — радянський і російський рок-журналіст та музичний критик, культурний діяч, концертний промоутер, власник музичних лейблів, автор та ведучий теле- і радіопрограм, письменник, педагог, актор. Провідний літописець дисидентської радянської рок-сцени 1980-х років, рок-експерт, досвічений рок-критик, який понад 20 років писав для андеграундних видань і часто зазнавав переслідувань з боку Міністерства культури, один з перших і головних пропагандистів рок-музики в СРСР, інді і електронної музики в Росії. Викладав заняття з музичної журналістики в МДУ. Він був членом журі та організатором численних концертів і фестивалів, а також був ведучим цих концертів. Співпрацював з безліччю видань. Автор статей, книг про молодіжну музику, рок. Один з провідних фахівців з сучасної музики в Росії. В середині 2000-х організував кілька музичних лейблів — «Прибій», «Zenith», «Zakat», під якими випускається маловідома в Росії музика. Засновник незалежної музичної премії «Степовий вовк» (2008-2014). Залишається ведучим ряду премій в області незалежного мистецтва. Освіта вища. Вільно володіє англійською мовою. 
У 1988 році він був описаний в New York Times як "провідний радянський рок-критик".
У 1986 році був одним з організаторів «Номер рахунку 904» — рок-концерту, за зразком Live Aid, щоб зібрати кошти для жертв Чорнобильської катастрофи, — перший такий концерт в Радянському Союзі.

## Біографія
Народився 16 червня 1955 року в Ярославлі, в родині політолога і історика-латиноамериканіста Ківи Львовича Майданика (радянський, потім російський латиноамериканіст і фахівець з країн Піренейського півострова, історик і політолог, неортодоксальний марксист). Мати — Руфіна Миколаївна Троїцька, історик. Дитинство провів у Празі, де його батьки працювали співробітниками журналу «Проблеми миру і соціалізму».
В 70-ті вів дискотеки МГУ. Писав про рок-музику статті у журналі «Ровесник» у той час, коли рок-музика була в немилості у влади СРСР. Першою такою знаковою публікацією стала стаття про гурт Deep Purple «П'ятірка темно-лілових» у 1975 році у журналі Ровесник, та рос. «Взлет и падение "тяжелого рока"», що була надрукована в 1978 році в журналі рос. «Клуб и художественная самодеятельность». З середини 1970-х років у цьому журналі публікуються статті музичного критика Артемія Троїцького про Led Zeppelin, Deep Purple, Queen та Eagles з доволі детальним аналізом їхньої творчості. У 1977 році закінчив Московський економіко-статистичний інститут за спеціальністю «математик-економіст». З 1978 по 1983 рік працював молодшим науковим співробітником в Інституті історії мистецтв. Захистити кандидатську дисертацію не встиг, був звільнений.
В кінці 1970-х — початку 1980-х років організовував підпільні концерти та фестивалі радянських рок-груп і виконавців, серед яких були рос. «Машина времени», рос. «Динамик», «Аквариум», Майк, рос. «Автоматические удовлетворители», рос. «Кино». Був організатором і членом журі фестивалю «Весняні ритми. Тбілісі-1980», завдяки якому групи «Машина часу», «Магнетик бенд», «Аквариум» і «Автограф» здобули широку популярність. У 1980 році Артемій Ківович розпочав перебудову суспільної свідомості і повів потужну атаку на «вищі» верстви суспільства — на Прес-центр ТАСС, на Союз журналістів, на радіо, на телебачення і тд. У 1980-х роках був одним із найбільш затребуваних рок-журналістів. Був одним з перших, хто помітив талант Василя Шумова і групи «Центр», а пізніше — Олександра Башлачьова, яким в подальшому всіляко допомагав і опікав. У 1981 увійшов до редакції самвидав-журналу «Дзеркало», який вважався забороненим до 1985 року. У 1987 році вийшов перший номер журналу «СДВИГ», назва якого розшифровується російською мовою як «Свидетельство Длительной Выдержки и Героизма» єдине у той період спеціалізоване рок-видання в СРСР. Відкривали «СДВИГ» цікаві статті О. Липницького (басист групи «ЗВУКИ МУ») й А. Троїцького, присвячені розвитку вітчизняної рок-музики. Наприкінці 1980-х ініціював концертні виступи за межами СРСР таких гуртів, як «АВІА», «Звуки Му», «Ігри», «Телевізор», «Браво». 
У 1989 році брав участь у створенні телепередачі «Програма «А»», в якій вів рубрику «Авангард».
З 1991 до початку 1994 року працював в ТО «Артіль» Російського телебачення, очолював відділ музичних програм на РТР. Був задіяний в таких телепрограмах, як «Рок-кафе», «Джаз Тайм», «Тиша номер 9», «Музика в стилі Пепсі», «Світове село», «Екзотика», «Програма «А»», «Росмузімпорт». Пізніше перейшов на НТВ, де став вести програму «Кафе Обломов». В середині 90-х був директором музичного мовлення НТВ.
У 1992 композитором О. Морозовим, Н. Соловйовою, рок-критиком, журналістом та письменником А. Троїцьким була створена російська фірма грамзапису «GENERAL RECORDS».
У 1994 році разом з британським промоутером Ніком Хоббсом організував чотириденний фестиваль сучасної британської електроніки в Москві під назвою Britronica. На фестивалі вперше в Росії виступили такі зірки техно і ембієнту як Aphex Twin, Алекс Патерсон із The Orb, Autechre, Banco de Gaia, Ultramarine, Transglobal Underground, Bark Psychosis, діджей Пол Окенфолд і Брюс Гілберт з Wire. Разом з музикантами на фестиваль приїхав журналіст NME Руперт Хоу, який написав за результатами подорожі великий репортаж до свого видання.
У різні роки вів на телеканалі «Культура» програми «Культтовари» (1999) і «Королі пісні» (2010-2011). Був постійним музичним експертом в телешоу «Земля — Повітря» на телеканалах ТВ-6 і ТВС (2001-2003).
В кінці 1990-х — початку 2000-х разом з Іриною Щербаковою заснував букінг-агентство Caviar Lounge, яке протягом багатьох років організовує російські концерти зарубіжних артистів — Suicide, Sonic Youth, Blondie, Massive Attack, Morcheeba, Stereo Total, Mouse On Mars, De-Phazz, Fantastic Plastic Machine, Scissor Sisters, Les Hurlements d'Léo, Panic! At the Disco, Two Door Cinema Club, Джулі Круз і інших.
У 1995 році став першим головним редактором російської версії журналу Playboy.
З 1996 по 2013 роки на хвилях чотирьох FM радіостанції Росії  виходив в ефір найдовший радіо проект Троїцького «FM Достоєвський».
З 2001 року читає лекції з предметів «Історія індустрії розваг» та «Музична преса» на факультеті «Продюсування і менеджмент в музичному шоу-бізнесі» Державного університету управління.
З 2001 року по 2014 рік вів майстер-клас по музичній журналістиці на факультеті журналістики Московського державного університету імені М. В. Ломоносова.
У 2003-2004 рр. був головою журі Міжнародного фестивалю етнічної музики «Саянське кільце» в Шушенському (з 2012 року фестиваль називається «Світ Сибіру»).
21 червня 2002 організував в спортивно-концертному комплексі «Петербурзький» концерт-триб'ют гурту «Кино» «День народження Віктора Цоя», присвячений 40-річчю від дня народження Віктора Цоя. Також він виступив ведучим цього концерту, а Moroz Records випустила музичний альбом з його записом.
У 2004 році робив для REN-TV передачу «Ознаки життя» (рос. «Признаки жизни»). В кінці 2000-х на «Style TV» вів передачу «Професор Троїцький і товариш Артем».
У 2010-2013 роках вів телепрограму «Досвід року: рік за роком» на інтернет-телебаченні TVJam (випуски про 1955-1988 роки, кожному року присвячувалися по дві передачі). У 2013-2016 роках нові випуски проекту (про 1989-1997 роки) знімалися на гроші, зібрані за допомогою краудфандингової платформи «Planeta.ru», і публікувалися на відеохостингу «Vimeo».
У 2011 році журналіст зазнав сплеску судових переслідувань за свої публічні висловлювання. Став фігурантом семи позовів. Позивачами двох кримінальних позовів виступили колишній поліцейський і музикант Вадим Самойлов. Останнього журналіст мав необережність їдко розкритикувати за дружбу з чиновником Владиславом Сурковим. На підтримку журналіста був організований концерт солідарності, який пройшов в московському клубі «Hleb» в червні 2011 року. У вересні також вийшов альбом «Для Троїцького» з 23 треками від 23 музикантів і груп.
З середини вересня 2014 року після того як виступив проти політики Кремля щодо України, постійно живе з сім'єю в Естонії, в Талліні, де займається викладацькою діяльністю. Також викладає в Фінляндії і Лондоні.
У 2015 році почав вести відеоблог «Різнобарвні новини» на естонському російськомовному телеканалі ARU TV, де коментував суспільно-політичні новини з Росії. Зараз програма носить назву «Хатина дядька Тема». На початок 2019 року Артемій Троїцький є найпопулярнішим колумністом ARU TV.
У 2018 році на кінофестивалі Beat у Москві відбулася прем'єра двогодинного документального фільму «Критик» режисера Андрія Айрапетова про легендарного музичного критика та журналіста Артемія Троїцького. Фільм присвячений раннім рокам Троїцького та його діяльності в рок-спільноті у 1980-х роках.

## Громадська позиція
Знаходиться в опозиції до діючої в Росії влади. Неодноразово був підписантом листів пов'язаних з політичними вимогами, був учасником великих акцій московської опозиції.
- Брав участь в мітингах «За чесні вибори»: 24 грудня 2011 року — на проспекті Сахарова, а також 4 лютого 2012 року — на Болотній площі в м Москві.
- 3 квітня 2014 року, в світлі розвитку подій щодо анексії Криму, в інтерв'ю програмі «Особлива думка» на радіо «Ехо Москви» Троїцький піддав різкій критиці Росію і особисто президента В.В. Путіна за зовнішню політику по відношенню до України, зокрема, «російську військову інтервенцію »на Україну в березні 2014 року і проведений 16 березня 2014 кримський референдум».[21]
- 2 листопада 2015 року в інтерв'ю Єврорадіо на питання «Якою вам бачиться Росія сьогодні?» Заявив: «Це країна тупикова, безперспективна, противна, малопристосована для життя і повністю позбавлена елементарних прав і зручностей сучасної цивілізації», а також: «Кажуть, що країна буде провалюватися все глибше в кризу, зависне у якогось дна на скільки-то років, а потім поступово почне виходити. Для мене гіршої картини, ніж ця, бути не може. Я б хотів, щоб Росія розпалася, щоб на вулицях з'явилися дикі звірі. З тієї простої причини, що це означає ті самі зміни, про які колись співав Віктор Цой».[22]
- В інтерв'ю у грудні 2015 року охарактеризував Путіна як «злодія та прагматика».[23]
- У лютому 2022 виступив проти вторгнення Росії в Україну.[24]

## Нагороди
- Медаль «Захиснику вільної Росії» (1994)[25]
- 22 жовтня 2011 року Троїцький був нагороджений премією Tampere Music Award за «ключову роль, яку він відіграв у розвитку російського альтернативного року в 1980-і роки».[26]

## Перелік деяких книг

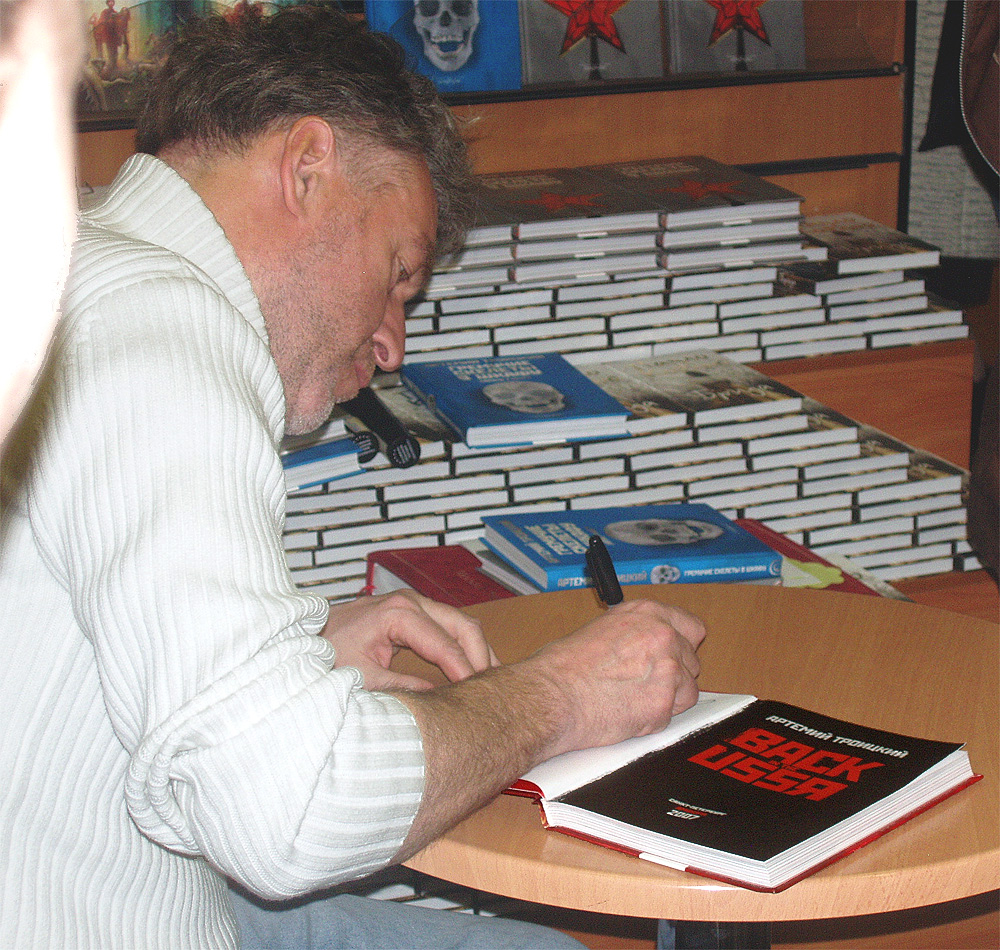
Артемій Троїцький підписує книгу "Back in the USSR", 2008 рік

Артемій Троїцький є автором дванадцяти книг, які виходили в СРСР, Росії, Естонії, Японії, Великій Британії, Голландії, Італії, Німеччині, Фінляндії та США.
- У 1987 році Артемій Троїцький випустив в Англії (потім в Америці, Японії та країнах Європи) книгу «Назад в СРСР» про історію радянської рок-музики, яка вийшла в СРСР під назвою «Рок в Союзі: 60-е, 70-е, 80-е ... » тільки в 1991 році: Троицкий А.К. Рок в Союзе: 60-е, 70-е, 80-е… — М.: Искусство, 1991. 207 с., ил. ISBN 5-210-02476-8

- У 1990 році в Італії, Англії та Голландії вийшла книга «Тусовка. Що сталося з радянським андеграундом», не опублікована в Росії.

- У 2009 році вийшов двотомник — збірник з шістдесяти статей культового музичного критика Артемія Троїцького, написаних в період з 1974 по 1991 рік. Перше видання без цензурних купюр, багато статей публікуються вперше. (не продається в Росії)

(рос.) Троицкий Артемий Кивович. Гремучие скелеты в шкафу. В 2 томах. Том 1. Запад гниет (1974-1985)/ — Издательство: Амфора, 2008 г. ISBN 978-5-367-00679-7, 978-5-367-00678-0
(рос.) Троицкий Артемий Кивович. Гремучие скелеты в шкафу. Том 2. Восток алеет / Редактор: Решетина Марина/ — Издательство: Амфора, 2008 г. ISBN 978-5-367-00703-9
- У 2009 році у Видавничому Домі СОЮЗ вийшла аудіокнига «Назад в СРСР. Справжня історія рока в Росії» у прочитанні А. Троїцького і А. Клюквина.
- (рос.) Троицкий А. Субкультура. История сопротивления российской молодежи 1815-2018 (из серии «О яростных и непохожих») — Белое яблоко, 2019. ISBN 978-5-6042405-2-6

## Фільмографія
Артемій Ківович знімався в десяти фільмах:
- рос. 1994 — «Господарі СРСР, або Мавпяче Рило » (НОМФІЛЬМ)
- рос. 2000 — «Даун Хаус» (реж. Роман Качанов) — Тоцький
- рос. 2003 — «Paul Mccartney In Red Square» — камєо
- рос. 2004 — «Молоді й щасливі» — чаклун вуду
- рос. 2005 — «Ар'є» — кримінальний авторитет
- рос. 2005 — «Денна Варта» — гість на дні народження
- рос. 2007 — «Неваляшка» — Валентин Георгійович, батько Тетяни
- рос. 2007 — «Глянець» — Марк, злодій в законі
- рос. 2011 — «Зоряний ворс» — Господь Бог
- рос. 2014 — «Гена Бетон» — партійний керівник